# A.R. Rahman
A.R. Rahman (født 6. januar 1966 som A. S. Dileep Kumar) er en filmkomponist fra Indien. Han er kendt for at stå bag soundtracket til Danny Boyle-filmene Slumdog Millionaire og 127 Hours.

## Diskografi
- Fire(film)soundtrack (1996)
- Vande mataram (1997)
- Between heaven and earth (2004)
- Water (2005)
- Slumdog Millionaire (2008)
- 127 Hours (2010)